# Manhuajia
Un manhuajia  (chinois traditionnel : 漫畫家 ; chinois simplifié : 漫画家 ; pinyin : mànhuàjiā ; litt. « dessinateur humoristique », équivalent de mangaka en japonais) est un dessinateur de manhua, bande dessinée du monde chinois.

## Manhuajia célèbre
Fang Cheng (方成), illustrateur de presse, membre du mouvement des Cartoonistes de Shanghai, actif dans les années 1930/40, avec d'autres artistes comme Ding Cong, Feng Zikai, Zhang Leping, Huang Yao. Son style aux lignes épurées est proche de celui d'Hergé.